# Bento Amaral

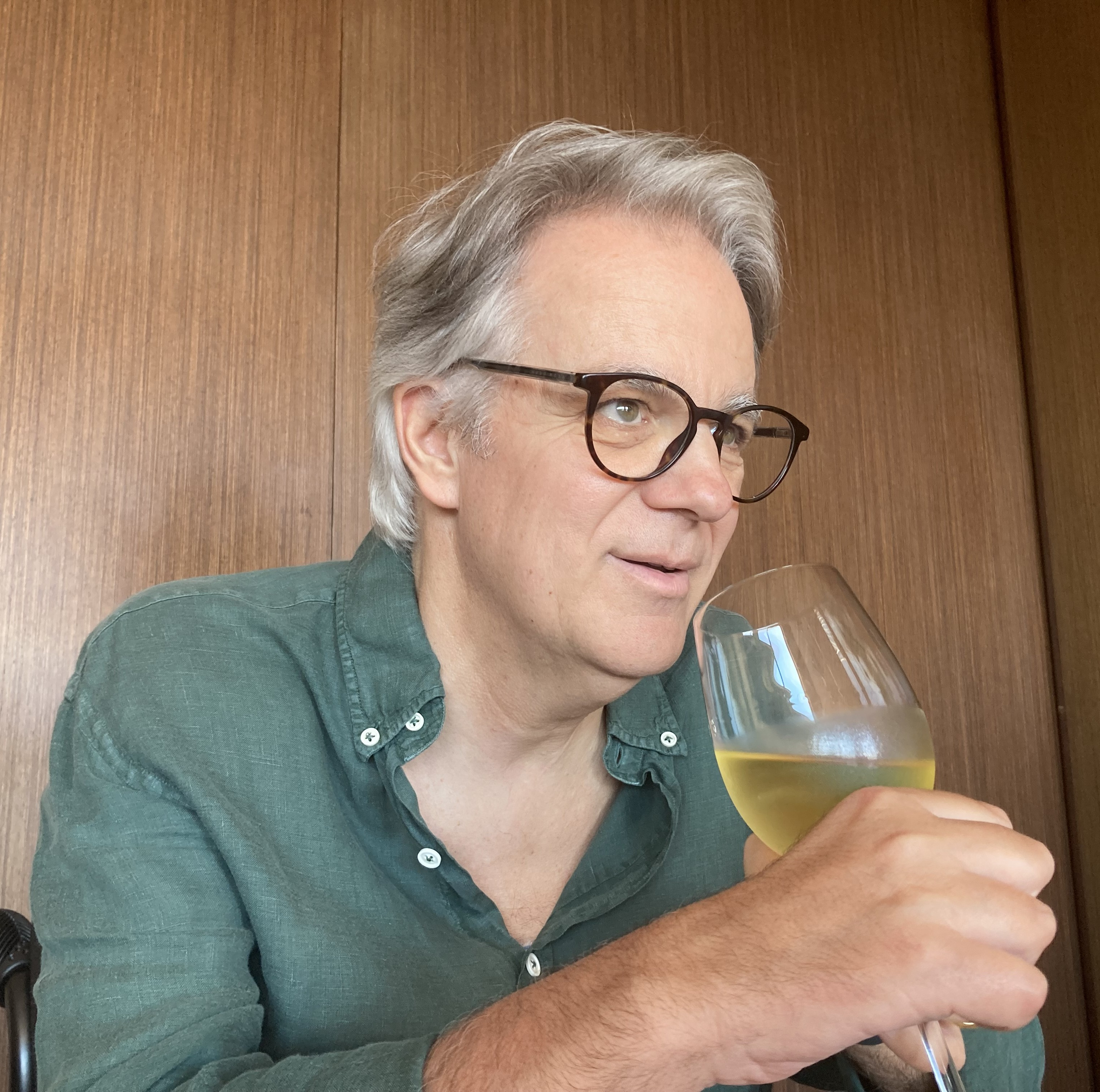
Bento Amaral

Bento Amaral (Bento Maria Oliveira Costa de Mendonça Amaral) OIH (Porto, 29 de março de 1969) é enólogo, professor e atleta tetraplégico. Foi campeão do mundo de vela adaptada no ano de 2005 e representou Portugal nos Jogos Paraolímpicos de 2008.

## Biografia
Bento Amaral nasceu a 29 de março de 1969, no Porto.
Iniciou-se na prática da vela em 1980, com 11 anos de idade, competindo até 1994 altura em que devido a um acidente na praia, em que foi projetado por uma onda ao bater com a cabeça na areia partiu a quinta vértebra, ficou tetraplégico. Em 2001 iniciou a prática de vela adaptada no barco, comandado por um joystick, "Access Liberty". No ano de 2004 ganhou a medalha de prata no campeonato do mundo e sagrou-se campeão no ano de 2005 no campeonato do mundo realizado em San Felice Circeo, Itália.  Em 2008 representou Portugal nos Jogos Paraolímpicos de 2008, em Pequim, na China.
Bento Amaral formou-se em Engenharia Alimentar e, em 1999, começou a trabalhar no Instituto do Vinho do Porto onde dirigiu o departamento de provas até 2013, altura em que passou para a posição de Diretor de Serviços Técnicos e de Certificação, que ocupou até 2022.
Nas eleições legislativas de 2011, integrou as listas do Movimento Esperança Portugal.
Em 2013, lançou o livro Sobreviver em que relata a sua experiência de vida.
Em junho de 2022 criou a empresa Humanwinety que pretende promover a inclusão de minorias no negócio do vinho e do turismo, contribuindo para ajudar a colmatar a falta de trabalhadores nestas áreas de negócio. 
É professor universitário em várias instituições onde leciona sobre prova de vinhos, vinhos do mundo, vinho do Porto. Desde 1999 é o regente da cadeira de análise sensorial em pós-graduações de enologia e de marketing de vinhos da Escola Superior de Biotecnologia da Universidade Católica do Porto.
É membro do painel de prova da Revista de Vinhos, a maior revista de vinhos portuguesa. 
É orador motivacional, sendo com frequência convidado para falar sobre a integração de pessoas com deficiência na sociedade, desporto adaptado e vivência pessoal e espiritual. 
Foi agraciado com a distinção de mérito e de honra, em 2004 no Palácio da Bolsa, durante a 1.ª edição da "Essência do Vinho", pelo seu trabalho realizado no setor do vinho .
Foi nomeado, em 2020, para “Person of the Year” pela prestigiada revista norte-americana Wine Enthusiast.

## Homenagens
Em 8 de junho de 2009, Bento Amaral foi feito Oficial da Ordem do Infante D. Henrique pelo Presidente da República Portuguesa.
Foi condecorado, em 12 de Junho de 2014, como “Chevalier dans l’Ordre du Mérite agricole pelo Governo francês por ter prestado serviços de relevo no campo da prática da agricultura, nas indústrias ligadas à área agroalimentar, e nos serviços públicos, assim como por se ter empenhado no desenvolvimento das relações de cooperação com a França nessa área.